# Capnella shepherdi
Capnella shepherdi is een zachte koraalsoort uit de familie Nephtheidae. De koraalsoort komt uit het geslacht Capnella. Capnella shepherdi werd in 1977 voor het eerst wetenschappelijk beschreven door Verseveldt. 